# Hemilamprops izuanus
Hemilamprops izuanus is een zeekommasoort uit de familie van de Lampropidae. De wetenschappelijke naam van de soort is voor het eerst geldig gepubliceerd in 1959 door Harada.